# Elastasi neutrofila

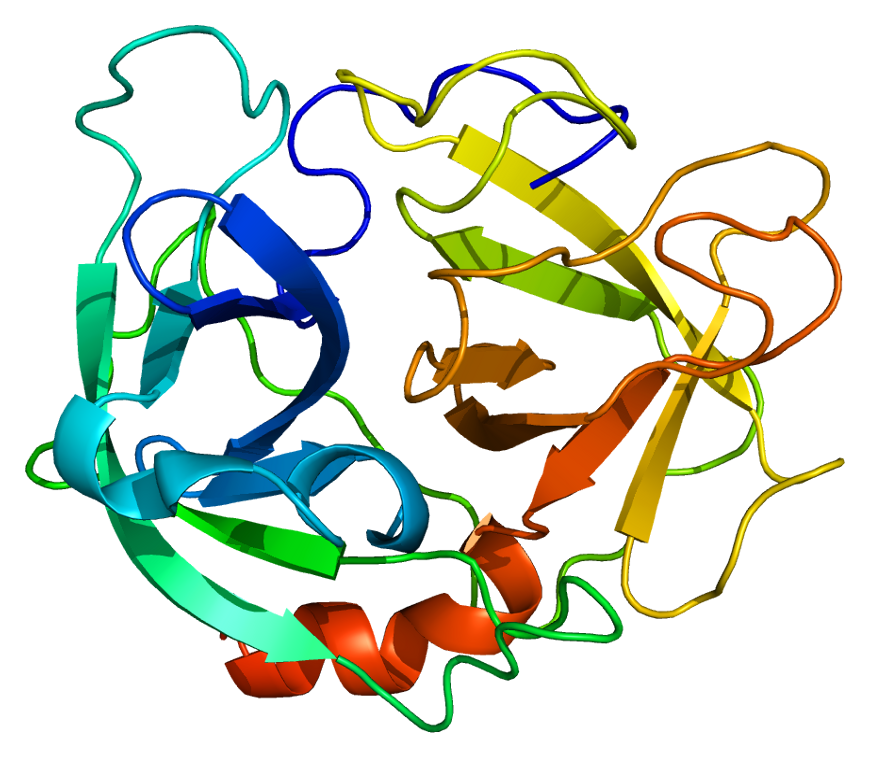
Elastasi neutrofila

L'elastasi neutrofila, chiamata anche elastasi leucocitaria o con la sigla ELA2, è un enzima appartenente alla famiglia delle proteasi seriniche costituita da una catena di 218 amminoacidi.
L'elastasi neutrofila è rilasciata dai neutrofili durante il processo infiammatorio e ha la funzione di coadiuvare la distruzione dei batteri e delle cellule estranee.
Come altre proteasi possiede una triade catalitica composta da istidina, aspartato e serina.